# Daïra d'Ourlal
La daïra d'Ourlal est une daïra d'Algérie située dans la wilaya de Biskra et dont le chef-lieu est la ville éponyme de Ourlal.

## Communes
La daïra est composée de cinq communes :Ourlal, Lioua, Oumache, Mekhadma et M'Lili.